# Magyar–török háború (1375–77)
A magyar–török háború (1375–77) a Magyar Királyság és az Oszmán Birodalom harmadik összecsapása a Balkánon, amelynek végkimenetelét illetően számos kérdés vetődik fel még ma is. Napjainkban elfogadott az a tény, hogy magyar győzelemmel zárult le, ugyanis I. Lajos seregei csapást mértek Bulgáriában nemcsak a törökökre, hanem a velük szövetkező Iván Sisman bolgár uralkodóra is 1377-ben. Ezt sokan jelentős győzelemként értékelik, mert véleményük szerint huzamosabb időre megállította Lajos az oszmán terjeszkedést Európában. A török valóban az 1380-as évek második feléig jelentősebb erőkkel nem háborgatta a balkáni államokat.
A harc eredményességét illetően viszont nem lehet optimistán beszélni, mert az Oszmán Birodalmat nem törte derékba Lajos, amely miatt nem lehet hibáztatni, ahogy azt régebben számos történész tette. Lajos az első törökellenes hadjáratakor valószínűleg nem is jelentős oszmán erőkkel mérkőzött meg, hasonlóan ekkor sem állhattak ki ellene nagyobb oszmán hadak. Bár már a háború kezdetén kudarcot vallott, ez azonban a havasalföldiek árulásának tudható be. Ekkor a törökök betörtek Erdélybe is, de ekkor a király könnyűszerrel felül kerekedett. A Bulgáriában vívott csatájakor is tulajdonképpen a török erősítésekkel harcoló Iván cárt győzte le, tehát ténylegesen a török seregek aránylag kisebb száma miatt nem gondolt cseppet sem arra, hogy különösebb veszélyt jelentene a birodalom, amely még nem is terjeszkedett Magyarország rovására, legfeljebb csak azokat az államokat hódította meg, amelyeket a magyar királyok hatalmi terükbe soroltak be, tehát a törökök ekkor még egyszerűen csak sértették a magyar érdekeket.
Igazi fordulat csak jóval Lajos halála után áll be, mikor a törökök már közvetlenül nagy erővel támadnak Magyarország ellen és kialakul a nyílt háború.

## Előzmények
Azzal, hogy a bizánci trónkövetelő Palaiologosz János 1345-ben török sereget segített át a Dardanellákon nemcsak saját hazájára, hanem a még egymással is viaskodó, ennek tetejébe belviszályoktól is szenvedő délszláv országokra is rázúdította a török veszedelmet. Amikor a császárrá koronázott Palaiologosz ellen egykori segítői fordultak, az uralkodó (elsőként a bizánci császárok történetében) Nyugat-Európába ment segélyt kérni. A pápa és a magyar király megígérték neki, s cselekvésre ösztönözte őket, hogy Iván Sisman fogságba vetette János császárt.
Lajos a bulgáriai belviszályokba beavatkozva 1365-ben foglalta a Vidin környéki területeket, amit bánsággá szervezett át, Bodonyi bánság néven és ettől kezdve Bulgáriát úgy kezelte, mint ami „örökségi jogon” megilleti. Balkáni hadjárataival együtt terjesztette az ortodox szlávok között a római katolikus hitet, ami miatt gyakorlatilag minden délszláv ország és a román vajdák is ellene fordultak. Az 1360-as évek második felétől Havasalföld, Bulgária és Szerbia koalícióval próbálta ellensúlyozni a magyar király hatalmát.
1366-ban megtörténik az első törökellenes hadjárat, amit Magyarország néhány másik állammal szövetségben indít. Állítólag Lajos serege győzelmet is aratott. A siker ellenére a magyar uralom nem szilárdult meg Észak-Bulgáriában, ezért Lajosnak a hozzá lojális Iván Szracimirral hűbéres állammá kellett, hogy szervezze a bodonyi bánságot, mert nem tudta hatékonyan kézben tartani. A rendszerváltás előtt Lajost a történészek állandóan támadták, mert elfecsérelte az időt és nem tört azonnal a török hatalom megdöntésére, mert azzal, hogy I. Murád Drinápolyba székhelyét, nyilvánvaló mutatta az európai terjeszkedés prioritását. Szakály Mátyás szerint a vidini, laganji és beogradčiki magyar helyőrségek ahelyett, hogy aktivizálták volna a bolgár erőket a török ellen, csupán a havasalföldi vajdát tartotta szemmel. De nem is tehettek mást, mert a Lajos bolgár tartományát nem a török hanem I. Ulászló vajda fenyegette leginkább.
A bodonyi bánság napjai meg voltak számlálva. Ulászló szövetkezve Iván Sismannal rövid idő alatt elűzte a magyarokat Észak-Bulgáriából, sőt a Szörényi bánságot is elfoglalta 1369-ben. Tehát Lajos még ha akarta sem tudta volna figyelmét a törökre fordítani, sőt nagy hasztalanság lett volna, mert ez idő alatt a török egyetlenegyszer sem támadta meg Bodonyt.
Miután a bulgáriai magyar uralom megszűnt, a törökök támadólag léptek fel a Balkánon. 1371-ben egyetlen döntő csatában megsemmisítették a bolgárokat és szerb szövetségeseiket, így Iván Sisman hűbérese lett a török szultánnak.
Lajosnak nyugaton is kitört egy háborúja Velencével. A velenceiek a törököket hívták segítségül és Trevisónál megfutamították a magyarokat. Emiatt Lajos fegyverszünetet kötött a dózséval és részben a trevisói kudarc okán újból a török felé fordult a figyelme.
Kristó Gyula az Anjouk háborúival foglalkozó könyvében ismét kemény szavakkal illeti a királyt. XI. Gergely pápa 1374 és 1375 között levelekkel ostromolta Lajost, amelyben a törökök elleni határozott és gyors fellépésre ösztökéli, melyhez kész lett volna az egész keresztény közösséget megmozgatni az ügy érdekében. Kristó szerint Lajos egyszerűen füle mögött engedte el a pápa szavait, s egymaga kívánt vitézkedni a törökökkel. A jelenkori ismeretek tekintetében több tény ellentmond ennek. Az egyik, hogy 1366-ban lelkiismeretesen felkészült a háborúra Lajos, szem előtt tartva a keresztény érdekeket (az iszlám elleni harcot). Bár a Gallipolit elfoglaló olasz-francia keresztesekkel nem egyesült, melynek lehet oka vereség, ahogy a török krónikák némelyik beszámol róla, de még inkább az lehet, hogy egy viszonylag jelentéktelen török sereget szórt szét valahol Bulgáriában. A régebbi túlzó adatok több tízezres létszámú török hadakról beszélnek, az új ismeretek viszont hagyatkozva a török krónikákra és a logikusabb stratégiai elvárásokra, illetve logisztikai számításokra kisebbnek ítélik a törökök számát. Az Oszmán Birodalom területénél fogva nem állított ki nagyobb seregeket a 14. században. A szultáni főhaderő is csak húszezer lehetett ez időben, azonkívül háború esetén sem minden fegyveres erőt vetettek be. A Balkánra mélyen benyomuló törökök hadjáratainak nem területszerzés volt okvetlenül a célja, hanem zsákmányszerzés, felderítés és megfélemlítés, amellyel a fősereg útvonalát készítették elő, melyek effektíven is a birodalomhoz csatolták az elfoglalni kívánt területeket. Ezekben a kisebb hadjáratokban nem volt célszerű nagyobb haddal menni.
Továbbá Lajos serege nem Muráddal ütközött meg, hanem pont egy ilyen kisebb haderővel. És mivel aránylag könnyű győzelmet arattak a magyarok, úgy tapasztalták, hogy túlságosan komoly ellenfél nem lehet az Oszmán Birodalom. Lajost bár aggaszthatta a délen zajló török előretörések és a Trevisónál történtek, de komolyabb oka nem volt a félelemre, mert a törökök nem támadták meg ezidáig Magyarországot. Magyarország bár érdekelt volt a Balkán feletti hegemónia megszerzésben, főleg azután, hogy Bizánc gyakorlatilag szétesett, de általában megelégedett volna annyival, hacsak az északi, az országgal közvetlenül szomszédos területeket foglalja el.
Lajos úgy érezhette, hogy Magyarország egymaga is képes lesz elbírni a törökökkel, így ezért is indult a pápa, vagy bármely más állam segítsége nélkül a háborúba. Ez az általa kitűzött feladat nem igényelhette ilyen esetben a szerb, bolgár és román államok segítségét, így a király továbbra is folytatta a balkáni ortodoxok (és eretnekek) térítését, de azért mégis számított a segítségükre a török ellen, nyilván a bízva a keresztényi szolidaritásban, noha az ortodoxokat csak félkeresztényeknek, „félhitűeknek” tekintette Lajos.
Keresztes hadjáratai miatt a Balkán népei ellene fordultak és ami még rosszabb a török felé kezdtek orientálódni. Ez már eleve kétségbe vonta Lajos török elleni hadjáratának sikerességét, de egyúttal egy ilyen szövetségnek épp a délszlávok és románok itták meg a levét később.
Lajos készülő hadjáratát Ulászló vajda megneszelte és nyomban szövetségre lépett Iván Sismannal és Murád szultánnal. Egyedül Iván Szracimir lett volna kész támogatni Lajost, ő azonban el volt szigetelve Bulgáriában.
A Magyarországgal még fegyverszünetet tartó Velence is támogatást adott Havasalföldnek, méghozzá nagy mennyiségű nehézfegyverzetet küldött Ulászló részére.

## A háború

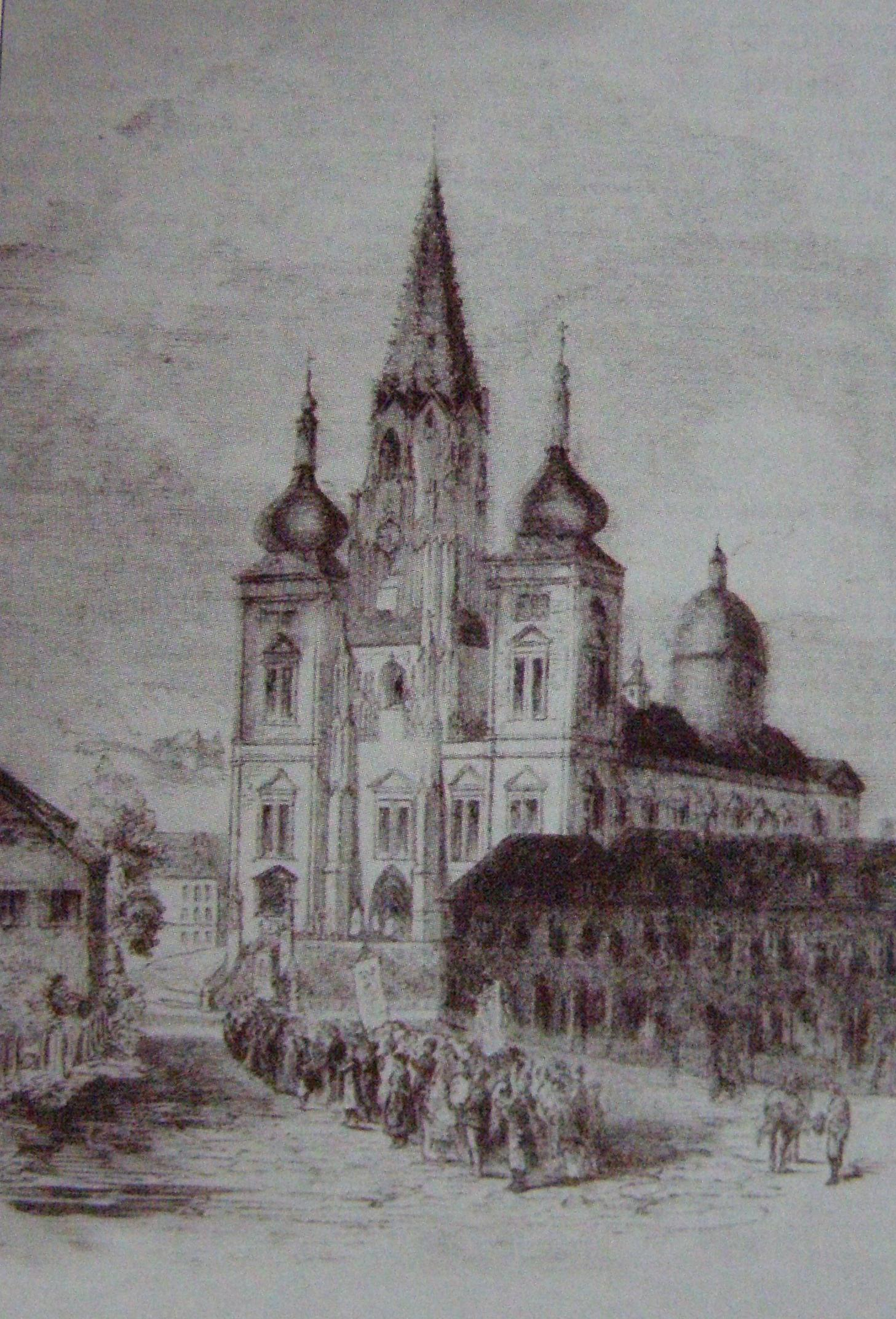
A mariazelli búcsújáróhely a 19. században.

Az oklevelek szerint május 1. környékén Lajosnak az olasz források szerint 40 ezer fős serege Váradon gyűlt össze, hogy Havasalföldön át a török ellen vonuljon. Eleinte arra számíthatott, hogy a havasalföldi vajda majd csatlakozik hozzá, de reménye nem vált valóra.
Temesvárról a sereg két irányba széledt a sereg, az egyik Erdélyben maradt, a másik Szörényen át vonult Havasalföldre. A király Mezősomlyó érintésével nyomult be a belső román területekre, ahol Garai Miklós macsói bán vezetésével nagy győzelmet aratott Ulászló török és bolgár erősítésekkel küzdő seregén még június elején (szintén olasz források szerint ennek száma is ugyanannyi volt mint a magyaroké). Garait érdemeiért Lajos nádori címmel jutalmazta.
Az erdélyi hadseregnek meg kellett akadályoznia, hogy a vajda a Kárpátokon keresztül betörjön az országba, mert az itteni birtokai meglehetősen erős bázisnak számítottak e feladatra. Ulászló valóban nem is akarta ennyiben hagyni a dolgot és július elején ellentámadásra készült. Lajos válságos helyzetbe jutott, nem épp a készülő havasalföldi-török ellentámadás miatt, hanem azért, mert körülbelül július 25-én Székelyzsomboron az erdélyi szászok elváltak a királyi seregtől, emiatt Lajos katonáinak száma megcsappant. Lajos augusztus közepén előbb Kolozsvárra távozott, majd szeptember elején visszatért Temesvárra, innen pedig hazament Budára.
Közben a magyar sereg ismét benyomult Havasalföldre, ahol a törököktől is támogatott románokkal szemben vereséget szenvedett. A törökök számára nagy előnyt jelentett, hogy ez időben a havasalföldi gyalogság jó katonai erőt képviselt, amelyen a magyar hadsereg már máskor is kicsorbult nem egy esetben. A gyalogságot a török könnyűlovasság fedezte a kizárólag lovasságból álló magyar haderővel szemben, amely zavartalanul kialakíthatta hatásos védekező pozícióját. Szeptember második felében a törökök a Temesköz érintésével betörtek Dél-Erdélybe. Itt viszont Lajos serege eredményesen harcolt velük, habár a török martalócok sok területet feldúltak. A küzdelemben elesett Himfi Péter orsovai várnagy és egykori bodonyi bán, testvérének Himfi Benedeknek pedig egy lányát rabolták el a törökök. Források szerint az Erdélyben ejtett foglyokat Kandiába hurcolták, ahol eladták őket rabszolgának.
A havasalföldi hadjárat nyilvánvalóan kudarccal végződött bár Szörényt visszaszerezték, de a vajdát nem sikerült térdre kényszeríteni. Noha az első közvetlen török támadást Magyarország ellen sikerrel hárították el, de a pusztítás ellenére ezt még a magyarok nem érezték meg komolyan. Különösen mert a török egyetlen területet se foglalt el és ehhez elégtelen (talán csak 2000 fős) létszámánál fogva nem is lehetett alkalma, de bizonyosan szándéka sem volt rá. Másrészről ez a török támadás alig haladta meg a tatár dúlások mértéket, amely két évtizeddel korábban még érintette Magyarországot, de egy moldvai győzelem után le is zárult és soha többé nem fordultak meg nagyobb tatár seregek Magyarországon.
Murád is csupán a célból küldte a magyarországi hadjáratra katonáit, hogy a havasalföldi vajdát segítse, s esetleg a magyar területekről képet kapjon. Nem is lehetett célja magyarországi hódítás, mint utódjának I. Bajazidnak. A törökök győzelméhez is inkább az járult hozzá, hogy a havasalföldi gyalogság támogatta őket, így voltaképpen azt lehet következtetni, hogy a névlegesen magyar-török háborúnak számító konfliktus inkább a havasalföldi vajda Magyarország elleni háborúja volt.
Mivel a török támadást visszaverték Lajosnak ismét oka volt az optimizmusra. Ennek látszatát keltette, hogy még a király halála után sem fenyegette komolyabban az ellenség Magyarországot, habár egy-két kósza portyázó csapat felbukkant a határokon, amely Ruméliából csupáncsak felderítésre és zsákmányolásra érkezett.
A havasalföldi hadjáratot Kristó Gyula nem tekinti igazi törökellenes hadjáratnak. Részben igaza van, mert Lajos legfőképp a Ulászlót akarta térdre kényszeríteni – nem sok sikerrel –, de ugyanakkor a törököt is vissza akarta szorítani, mert e címen indult a hadjárat, de nem lehetett kizárólag ez az elsődleges célja. Ennek tetejébe ismét nem találkozott jelentős török erőkkel. Viszont arról a király is úgy vélekedett, hogy a török elleni hadjárata sikertelen maradt és ennek okát a havasalföldi vajdában látta. A vereség hatása sem okozott nagy sebet a magyar katonai erőnek, mert már előzőleg is megtörtént nem egyszer, hogy egy havasalföldi, vagy szerb hadjárat a betörő magyar seregek vereségét okozta, mert a havasalföldi gyalogság és a szerb lovasság messze felülmúlta a magyar haderőt. Lajos apja Károly Róbert is szégyenteljes vereséget szenvedett Basarab vajdától még 1330-ban. De az ilyen átmeneti vereséget után a magyarok végül mégiscsak megszerezték a győzelmet, hisz a kis balkáni államok nem tudtak sokáig dacolni a nagyobb népességű, fejlettebb és jobban szervezett Magyar Király tartalékaival.
1377-ben ismét hadjáratra indult Lajos a törökök ellen. Ulászló ezúttal már nem állhatta útját, mert ekkor már halott volt. Az új vajda I. Radu bár felvette a harcot az országán átvonuló magyar sereggel, de vereséget szenvedett és nem is zavarta tovább Lajos vállalkozását.
A magyarok behatoltak Bulgáriába, ahol nyomban szembekerültek Iván Sismannal, Murád hűbéresével, akinek seregét törökök is erősítették. Az összecsapásból ezúttal is Lajos katonái kerültek ki győztesen. A történészek némelyike komoly győzelemként értékeli Lajos diadalát, mert ezután évekig nem tanúsított aktív intenzitást a török sereg a Balkánon, mint a 70-es és 60-as években. Egyesek úgy tartják, hogy e győzelem emlékére emelt Mariazellben egy templomot a király, de mások szerint a kegyhely az 1366. évi győzelem mementójaként épült.
Lajos talán lezártnak tekintette a török ügyet, mert figyelmét elvonta a Balkánról és ehelyett keletre, Lengyelországba vezette hadait. Litvánia ugyanis már ötödízben kelt harcra a magyar-lengyel közös uralkodó ellen. Ebben a hadjáratban Lajos megszerezte Halicsot, amelyért annyi magyar király áhítozott évszázadokig, s oroszországi vajdaság néven országához csatolta.

## Következmények
Lajos török háborúi nem lehettek eredményesek a délszlávok ellenséges magatartása miatt, amelynek részben ő maga is okozója volt kereszteshadjárataival. A délszlávok viszont nem látták át, hogy a törökök mindössze látszólag engedékenyek az ortodox keresztényekkel és a beléjük vetett bizalom idővel megbosszulta magát. A Balkán egy olyan hatalom függésébe került közel félévezredre, amely jelentős nyomot hagyott az itteni népek kultúrájában, szokásaiban és vallásaiban, sőt olyan következményekkel is járt, melyek okot adtak az első világháború kirobbanására és eredményezték a délszláv háborút.
A győzelmek ellenére nem tulajdoníthatunk jelentőséget ezeknek a háborúknak, mert nem tört meg az oszmán hatalom, s mert nem is voltak túlzottan komoly összecsapások ezek. Magyarország ugyan rossz szemmel nézte a török terjeszkedés, de őt nem érintette, még az észak-balkáni területeken sem találkoztak, vagy találkozhattak vele.
Lajos már nem gondolhatott újabb törökellenes hadjáratokra. Meglehetősen idős volt és kedvét szegték a sorozatos kudarcok. A háborúk nagy anyagi veszteségeket okoztak az államkincstárnak is.
A Lajos helyébe kerülő Zsigmond király alighogy trónra lép, a török ismét nagy erővel tör előre a Balkánon, s ezúttal Murád áll a hadak élére. A balkáni államok szövetségbe tömörülnek, amelybe nem akarják a magyar királyt belevonni, mert attól tartanak, hogy az az önállóságuk rovására mehet. Havasalföld, az albánok, Szerbia és Bosznia koalíciója nem mondható erősnek, mert a köztük levő évszázados ellentétek nem csitultak el. A rigómezei csatában döntő vereséget szenvednek, s miután Szerbia ténylegesen is török függésbe kerül, az oszmán hadigépezet már egyből magyar területekre tör. Emiatt Zsigmond úgy dönt, hogy végső leszámolásra indul, s a magyarok és szövetségeseik most nem holmi két-háromezer fős török sereggel, s azok gyengébb hűbéreseivel kerülnek szembe, hanem magával a szultáni főhaderővel. A nikápolyi csata egyértelműen igazolja a törökök erőfölényét, amely hamarabb is bekövetkezhetett volna, ha a szultán annak idején Lajos ellen áll ki.
Ekkor veszi igazán kezdetét Magyarország és az Oszmán Birodalom több mint száz évig tartó küzdelme. Bár mint ismeretes a törökök végül felülkerekednek magyar vetélytársaikon Mohácsnál, Magyarország azonban az államalapítás óta igazán egységes európai nemzetté tudott kovácsolódni, amit mi sem igazol jobban, hogy a törökök nem tudták elfoglalni az ország teljes területét, sőt a magyarok sokkal tovább dacoltak mint a despotikus balkáni államok. A hosszú harcokban az Oszmán Birodalomnak sikerült is kivéreznie, amely szép lassan teljesen kiszorult Európából és az első világháború után véglegesen is megszűnt birodalmi státusza.